# Aeropuerto de Nadym
El Aeropuerto de Nadym (En ruso: Аэропорт Надым) (IATA: NYM ICAO: USMM) es un aeropuerto ubicado a 9 km al sudeste de la ciudad de Nadym, en el Distrito Autónomo de Yamalia-Nenetsia, Rusia.
El espacio aéreo está controlado desde el FIR del propio aeropuerto de Nadym (ICAO: USMM)

## Pista
Cuenta con una pista de hormigón en dirección 14/32 de 2.548x44 m (8.359x144 pies).
Tanto la pista como las calles de rodaje tienen clasificación PCN 26/R/A/X/T.

## Plataforma
Este aeropuerto tiene la capacidad de recibir aviones grandes como el Il-62 y el Il-86.

## Terminal
La empresa "Nadym Compañía Aérea" presta los servicios de pasajeros, equipaje, carga, correo interno y tráfico aéreo en el aeropuerto.

## Aerolíneas y destinos
| Código compañía | Nombre compañía | Destinos               |
| --------------- | --------------- | ---------------------- |
| 4G              | Gazpromavia     | Moscú-Vnukovo          |
| 7R              | RusLine         | Ekaterimburgo-Koltsovo |
| S7              | S7 Airlines     | Moscú-Domodédovo       |
| U6              | Ural Airlines   | Salejard               |
| YC              | Yamal Airlines  | Moscú-Domodédovo       |